# 보네아
보네아(이탈리아어: Bonea)는 이탈리아 캄파니아주 베네벤토도의 코무네다. 나폴리로부터 북동쪽 40km, 베네벤토로부터 남서쪽 15km 거리에 있다.